# Iharos Sándor
Iharos Sándor eredeti nevén: Izrael Sándor, (Budapest, 1930. március 10. – Budapest, 1996. január 24.) magyar közép- és hosszútávfutó, nyolcszoros világcsúcstartó, 31-szeres magyar bajnok, 40-szeres válogatott atléta. 1955-ben a világ legjobb sportolójának választották.

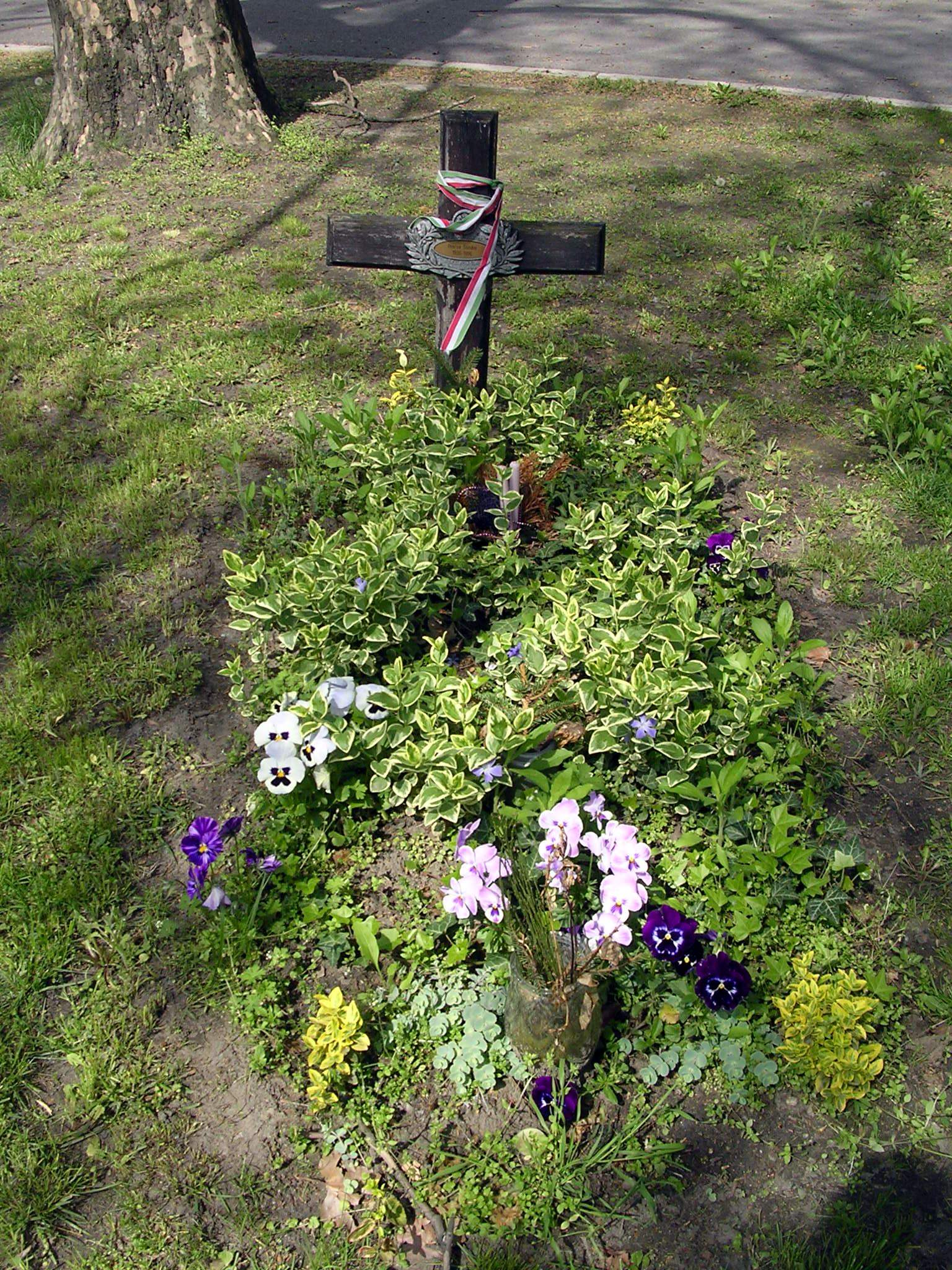
Sírja a Fiumei úti sírkertben 2008-ban

## Élete
Pályafutása során 12 világcsúcsot állított fel közép- és hosszútávon, ebből hetet 14 hónap leforgása alatt 1955-ben és 1956-ban, amikor 1500 métertől 10 000 méterig minden távon a világ legjobb eredményével rendelkezett. Összesen 31 magyar bajnoki címet nyert. Szakemberek szerint minden idők legjobb magyar közép- és hosszútávfutója volt, akinek eredményességét a mai napig nem tudta atléta megközelíteni. Az 1950-es években „Iharos az volt a magyar atlétikában, mint a fociban Puskás. Külföldön ha mást nem, őt biztosan ismerték, mint „Az atlétát”, „A magyar atlétát”.”
1955-ben a világ legismertebb sportújságírói a United Press amerikai hírügynökség szavazásán a világ legjobb sportolójának választották. A Helms Athletic Alapítvány, amely minden évben kitüntette a világrészek legjobb sportolóit, 1955-ben Európából Iharos Sándort tartotta erre érdemesnek.
Rózsavölgyi István és Tábori László mellett a legendás atlétikaedző, Iglói Mihály, – ismertebb nevén "Náczi bácsi" – legkiválóbb tanítványa, sőt, futótársai szerint egyben Iglói személyes kedvence is volt.
Első világcsúcsát 1953-ban állította fel 4 × 1500 méteres váltóban és 1955-ben futotta első egyéni világcsúcsát. Tétversenyen azonban elkerülte a szerencse. Két Európa-bajnokság során hatodik helynél előrébb nem végzett és az 1956. évi nyári olimpiai játékokra, habár abszolút favoritként tartották számon több számban is, az október 23-án kitört forradalom miatt nem tudott kiutazni.
Iglói csapata olyannyira dominálta az olimpia előtti évben a férfi közép- és hosszútávú mezőnyt, hogy az amerikai Time Magazin „Öt Elvtárs” című cikkében emlékezett meg a csapatról.
Az olimpiai felkészülés október 22-én szakadt félbe, amikor Iglói csapata bevonult a tatai edzőtáborba. Iharos azonban nem tartott a csapattal és október 31-én bejelentette, hogy nem utazik az olimpiára. Úgy nyilatkozott, hogy nincs megfelelő formában és nem vállalja a megmérettetést. Felajánlotta, hogy elkíséri a csapatot a Magyar Rádió riportereként, de végül nem utazott és hónapokra eltűnt. Végül 1957 tavaszán tért vissza Magyarországra és visszatért az atlétikához.
Az 1956-os kudarc azonban derékba törte karrierjét. Nemcsak az olimpiai siker maradt el, de edzője és mentora, Iglói sem tért haza Ausztráliából. Iharos rövid ideig megpróbált Rózsavölgyivel együtt készülni, de kapcsolatuk nem volt felhőtlen és Iharos kivált a csapatból. 1956 után korábbi formájához képest csak közepes eredményeket hozott és az 1960. évi nyári olimpiai játékokon 5000 méteren tizedik és 10 000 méteren tizenegyedik lett.
Pályafutását lényegében 1964-ben fejezte be, bár visszavonulását ekkor még nem jelentette be, és kisebb versenyeken még elindult, de a nemzetközi versenyektől már elköszönt, a válogatottságról lemondott. 1964-ben felvételt nyert a Testnevelési Főiskola edzői szakára, majd 1970-ig edzősködött, vezette a Központi Sportiskola atlétikai szakosztályát, mielőtt eltávolodott az atlétikától.
1996. január elején Rózsavölgyi István és Tábori László  társaságában még elhelyezte tenyérlenyomatát a Magyar Sportcsillagok Falán, majd január 23-án este szívinfarktust kapott, és szívelégtelenség következtében elhunyt. A nekrológ szerint hosszabb ideje betegeskedett, többször ápolták kórházban is. Temetésére február 7-én került sor a Fiumei úti temetőben. Az OTSH, a Magyar Olimpiai Bizottság, a Magyar Atlétikai Szövetség és a Budapest Honvéd SE egyaránt saját halottjának tekintette.

## Világcsúcsai[17]
| Táv                | Idő     | Dátum                | Hely     |
| 4×1500 méter váltó | 15:29,2 | 1953. szeptember 23. | Budapest |
| 4×1500 méter váltó | 15:21,2 | 1954. július 14.     | Budapest |
| 3000 méter         | 7:55,6  | 1955. május 14.      | Budapest |
| 2 mérföld          | 8:33,4  | 1955. május 30.      | London   |
| 1500 méter         | 3:40,8  | 1955. július 28.     | Helsinki |
| 5000 méter         | 13:50,8 | 1955. szeptember 10. | Budapest |
| 4×1500 méter váltó | 15:14,8 | 1955. szeptember 29. | Budapest |
| 5000 méter         | 13:40,6 | 1955. október 23.    | Budapest |
| 3 mérföld          | 13:14,2 | 1955. október 23.    | Budapest |
| 10000 méter        | 28:42,8 | 1956. július 15.     | Budapest |
| 6 mérföld          | 27:43,8 | 1956. július 15.     | Budapest |
| 4×1 mérföld váltó  | 16:25,2 | 1959. szeptember 29. | Budapest |

## Egyéni csúcsai[18]
| Táv         | Idő     | Dátum               | Hely     |
| 1500 méter  | 3:40,8  | 1955. július 28.    | Helsinki |
| 2000 méter  | 5:09,8  | 1959. augusztus 30. | Budapest |
| 5000 méter  | 13:40,6 | 1955. október 23.   | Budapest |
| 10000 méter | 28:42,8 | 1956. július 15.    | Budapest |

## Díjai
- a Magyar Köztársasági Érdemrend középkeresztje (1994)[19]
- A világ legjobb sportolója (1955)

## Emlékezete
A Magyar Posta 2005 márciusában Iharos Sándor emlékbélyeget bocsátott ki „Iharos Sándor: 1955-ben a világ legjobb sportolója” felirattal.
Korábbi egyesülete, a Budapesti Honvéd Iharos után keresztelte el Tüzér utcai atlétikai stadionját, és ugyanitt emlékműve  is megtalálható, amelyet Várhelyi György egykori atléta, szobrászművész készített. A sportegyesület évről évre megrendezi az Iharos emlékversenyt.
Budapest XVIII. kerületében emléktáblát állítottak tiszteletére.